# Die Odyssee der Neptun
Die Odyssee der Neptun (englischer Originaltitel: The Neptune Factor – An Undersea Odyssey) ist ein kanadischer Science-Fiction-Film aus dem Jahr 1973. Regie führte Daniel Petrie.

## Handlung
Das vom kanadischen Halifax aus operierende Unternehmen Deep Sea Exploration betreibt im Atlantischen Ozean das Unterwasserforschungslabor Oceanlab II. Die Station wurde auf dem vulkanischen Tiefseeplateau Muir Seamount ca. 300 km nordöstlich der Bermudas errichtet und wird vom Forschungsschiff R.V. Triton aus versorgt. Kurz bevor die fünfköpfige permanente Besatzung ausgetauscht werden soll, erschüttert ein Seebeben das Plateau und die aus ihrer Verankerung gelöste Station stürzt in einen angrenzenden Graben. Zwei der Taucher, die sich während des Bebens außerhalb der Station aufhielten, können nur noch tot geborgen werden. Das in der Nähe stationierte U-Boot HMCS Onondaga unterstützt die Mannschaft der Triton bei der Suche nach möglichen Überlebenden, muss diese aber erfolglos abbrechen, da es für die engen Unterwasserschluchten zu groß ist.
Die Herstellerfirma des Oceanlab II schickt das moderne Tiefsee-U-Boot Neptune unter dem Kommando von Commander Adrian Blake zur Unglücksstelle. Der erste Tauchgang wird wegen anhaltender Nachbeben und sinkender Batteriekapazität abgebrochen. Man entschließt sich, die Neptune beim zweiten Tauchgang an ein Versorgungskabel zu hängen. Als die maximale Reichweite des Kabels erreicht ist, löst Dr. Leah Jansen ohne Rücksprache das Versorgungskabel. Nach kurzer Diskussion entschließt man sich, die Suche nach den drei vermissten Tauchern, von denen einer mit Dr. Jansen liiert ist, fortzusetzen.
Man taucht in eine bis dahin unbekannte Fauna ein, es erscheinen Tiere wie der Rotfeuerfisch, Krebse und Aale, die jedoch um ein Vielfaches größer sind als die bis dahin bekannten Arten. Der Rotfeuerfisch attackiert den mitreisenden Cheftaucher der Triton Don „Mack“ MacKay, als dieser ein Wrackteil des Oceanlab II bergen will. Ein Riesenkrebs greift die Neptune an und zerstört dabei ein Modul der zentralen Stromversorgung. Nachdem der Schaden behoben ist, finden die vier Besatzungsmitglieder der Neptune schließlich das havarierte Oceanlab II. Die drei Überlebenden haben sich vor angreifenden Riesenaalen in einem Höhleneingang versteckt. Als sie die Neptune entdecken, verlassen sie ihr Versteck, einer der drei bezahlt die Flucht mit seinem Leben, die beiden anderen können vor den Aalen fliehen und werden gerettet, unter ihnen auch Dr. Jansens Lebensgefährte Dr. Hal Hamilton.

## Kritik
Das Lexikon des internationalen Films meinte, der Film zeige „banale Tiefseeabenteuer mit Science-Fiction-Touch. Eine Billigproduktion.“ Roger Greenspun schrieb in der New York Times, jeder, der es schaffe, diesen Film 90 Minuten durchzusitzen, verdiene, dass der Schluss nicht verraten wird. Cinema fasst zusammen: „Trashige Pseudotricks aus dem 60-Liter-Aquarium“.

## Hintergrund
Die Unterwasseraufnahmen entstanden unter der Leitung von Lamar Boren und Paul Hebermann. Boren war danach noch für die Unterwassersequenzen der beiden Bondfilme Der Spion, der mich liebte und Moonraker – Streng geheim verantwortlich. Viele Kritiker bemängelten die relativ simplen, von Lee Howard kreierten, Spezialeffekte dieses Films. Entweder wurden real gefilmte Tiere vergrößert vor das Sichtfenster der Neptune projiziert oder ein allzu leicht als solches zu erkennendes Modell fährt durch ein mit Meeresbewohnern bevölkertes Aquarium.

## Erstaufführungen
- Kanada 26. Juni 1973
- USA 3. August 1973
- Deutschland 9. Februar 1974